# Bărdarevo, Varna
Bărdarevo (în bulgară Бърдарево) este un sat în comuna Dolni Ciflik, regiunea Varna,  Bulgaria. 

## Demografie
Componența etnică a satului Bărdarevo
     Bulgari (98,59%)
     Nicio identificare (1,4%)
     Altele (0%)
La recensământul din 2011, populația satului Bărdarevo era de 71 locuitori. Din punct de vedere etnic, majoritatea locuitorilor (98,59%) erau bulgari. Pentru 1,4% din locuitori nu este cunoscută apartenența etnică.